# Illangelo
Carlo Montagnese (Canadá, 29 de julho de 1987), mais conhecido como Illangelo, é um compositor, engenheiro de áudio e musicista norte-americano.